# Penny Lover
Penny Lover is een nummer van de Amerikaanse zanger Lionel Richie. Het is medegeschreven door zijn toenmalige echtgenote Brenda Harvey Richie (zij werd twee jaar later door de zanger "ingeruild" voor Diane Alexander) en afkomstig van zijn tweede solo-album Can't Slow Down uit oktober 1983. In september 1984 werd het nummer op single uitgebracht.
Penny Lover was de vijfde en laatste single die het album "Can't slow down" voortbracht; allemaal haalden ze in de VS de top 10 van de Billboard Hot 100. Bij de single werd een videoclip gemaakt onder leiding van Bob Giraldi. Giraldi was ook verantwoordelijk voor de clips van Richie's voorgaande singles Running with the Night en Hello.

## Achtergrond
De plaat werd een wereldwijde hit. In thuisland de Verenigde Staten werd de 8e positie bereikt in de Billboard Hot 100, in Canada de 12e positie, in Nieuw-Zeeland de 30e, Australië de 73e, Duitsland de 37e positie, Ierland de 8e en in het Verenigd Koninkrijk werd de 18e positie in de UK Singles Chart bereikt.
In Nederland was de plaat op maandag 15 oktober 1984 de 242e AVRO's Radio en TV-Tip op Hilversum 3 en werd een grote hit in de destijds drie landelijke hitlijsten op de nationale publieke popzender. De plaat bereikte de 14e positie in de Nationale Hitparade, de 11e positie in de Nederlandse Top 40 en piekte op de 10e positie in de TROS Top 50. In de Europese hitlijst op Hilversum 3, de TROS Europarade, werd de 32e positie bereikt.
In België bereikte de plaat de 10e positie in de voorloper van de Vlaamse Ultratop 50 en de 14e positie in de Vlaamse Radio 2 Top 30. In Wallonië werd géén notering behaald.
In de sinds december 1999 jaarlijks uitgezonden NPO Radio 2 Top 2000 van de Nederlandse publieke radiozender NPO Radio 2, stond de plaat uitsluitend in de allereerste editie genoteerd op een 1873e positie.

## Hitnoteringen

### Nederlandse Top 40
| Positie: | 35 | 22 | 16 | 14 | 11 | 11 | 12 | 19 | 29 | uit |

### Nationale Hitparade
| Positie: | 21 | 14 | 14 | 19 | 23 | 26 | 22 | 35 | 40 | 50 | 41 | uit |

### TROS Top 50
Hitnotering: 25-10-1984 t/m 03-01-1985. Hoogste notering: #10 (1 week).

### TROS Europarade
Hitnotering: 27-11-1984. Hoogste notering: #32 (1week).

### Vlaamse Radio 2 Top 30
| Positie: | 18 | 21 | - | 14 | 29 | 15 | 29 | 22 | - | - | 29 | uit |

### Vlaamse Ultratop 50
| Positie: | 20 | 19 | 19 | 10 | 14 | 14 | 19 | 23 | 39 | uit |

### NPO Radio 2 Top 2000
Penny Lover stond alleen in 1999 in de NPO Radio 2 Top 2000, op plek 1873.